# طواف دوبس 2016
طواف دوبس 2016 (بالفرنسية: Tour du Doubs 2016)‏ هو سباق دراجات هوائية، وهو الموسم رقم 31 من نفس السباق، وأقيم في 11 سبتمبر 2016، وامتدّ لمسافة 182.8 كيلومتر، وهو أحد سباقات طواف أوروبا للدراجات 2016، وهو من نوع سباق يوم واحد، وقد شارك في السباق 125 متسابقاً.
فاز فيه بالمركز الأول سامويل دومولين، وبالمركز الثاني بابتيست بلانكايرت، وبالمركز الثالث Thibault Ferasse ‏.

## الفرق
| فرق عالمية (2)- AG2R La Mondiale - FDJ فرق قارية محترفة (5)- Fortuneo-Vital Concept - Cofidis, Solutions Crédits - ديلكو ‏ - Direct Énergie - Akros–Excelsior–Thömus ‏ فرق قارية (8)- إتش بي بي تي بي – أوبير 93 ‏ - Van Rysel–Roubaix ‏ - AC Sparta Praha (cycling team) ‏ - برجس بي إتش 2016 ‏ - Team Differdange–Geba ‏ - موسم يوسكادي مورياس 2016 ‏ - بنجوال باوليز ساوكس دبليو بي ‏ - أرمي دي تير 2016 ‏ فريق وطني- فريق فرنسا لركوب الدراجات للرجال تحت 23 سنة 2016 ‏ |  |
| |  |

## التصنيف العام النهائي
| التصنيف العام | التصنيف العام      | التصنيف العام | التصنيف العام                    | التصنيف العام |        |
| الدراج        | الدراج             | البلد         | الفريق                           | الوقت         | السرعة |
| ------------- | ------------------ | ------------- | -------------------------------- | ------------- | ------ |
| 1.            | سامويل دومولين     | فرنسا         | أيه إل أم                        | 4 س 02 د 12 ث |        |
| 2.            | بابتيست بلانكايرت  | بلجيكا        | Wallonie Bruxelles-Group Protect | + 0 ث         |        |
| 3.            | Thibault Ferasse ‏  | فرنسا         | Armée de Terre                   | + 0 ث         |        |
| 4.            | إدواردو سيبولفيدا  | الأرجنتين     | Fortuneo-Vital Concept           | + 0 ث         |        |
| 5.            | نيكولاس ايديت      | فرنسا         | كوفيديس                          | + 0 ث         |        |
| 6.            | سيباستيان رايشنباخ | سويسرا        | إف دي جي                         | + 3 ث         |        |
| 7.            | دومينيكو بوزوفيفو  | إيطاليا       | أيه إل أم                        | + 5 ث         |        |
| 8.            | Roland Thalmann ‏   | سويسرا        | Roth                             | + 29 ث        |        |
| 9.            | كوينتين باشر       | فرنسا         | Delko-Marseille Provence-KTM     | + 29 ث        |        |
| 10.           | أنتوني ديلابلاسي   | فرنسا         | Fortuneo-Vital Concept           | + 29 ث        |        |